# Poecilimon orbelicus
Poecilimon orbelicus är en insektsart som beskrevs av Josif Pančić 1883. Poecilimon orbelicus ingår i släktet Poecilimon och familjen vårtbitare. Inga underarter finns listade i Catalogue of Life.